# Larisa Mihalčenko
Larisa Mihalčenko (ukrajinsko Лариса Михальченко), ukrajinska atletinja, * 16. maj 1963, Lvov, Sovjetska zveza.
Nastopila je na poletnih olimpijskih igrah leta 1988, ko je dosegla deseto mesto v metu diska. Na svetovnih prvenstvih je osvojila bronasto medaljo v isti disciplini leta 1991.